# Massimo Caputi

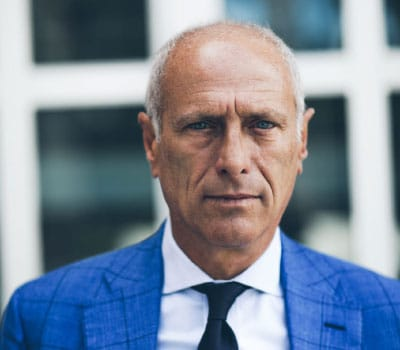
Massimo Caputi

Massimo Caputi (Roma, 5 dicembre 1961) è un giornalista, conduttore televisivo e telecronista sportivo italiano.

## Biografia
In giovane età, grazie alla sua passione per la musica, ha fatto il DJ. Inizia la carriera giornalistica nel 1984 collaborando per radiocronache, servizi tv e interviste per le emittenti locali romane Teleregione, GBR e Teletevere.

### Telemontecarlo
Due anni dopo, nel 1986, entra nella redazione sportiva di Telemontecarlo in occasione dei Mondiali di calcio in Messico; assunto nel 1987, nel 1989 diventa giornalista professionista e via via inviato, caposervizio e caporedattore.
Come telecronista segue dapprima i Mondiali di Pallavolo, il Tour dell'Avvenire di ciclismo, i Goodwill Games e anche le Olimpiadi di Seul 1988 e Barcellona 1992.
Specializzatosi principalmente nel calcio, è telecronista di TMC per i Mondiali di Italia 1990, con José Altafini al commento tecnico. Successivamente gli viene affiancato Giacomo Bulgarelli, insieme al quale commenta altre due edizioni dei Mondiali (USA 1994 e Francia 1998) e quattro degli Europei (Germania Ovest 1988, Svezia 1992, Inghilterra 1996 e Belgio-Olanda 2000); inoltre segue da inviato e telecronista quattro edizioni della Coppa America (Cile 1991, Uruguay 1995, Bolivia 1997 Paraguay 1999).
Sempre insieme a Bulgarelli, ha commentato la gara di qualificazioni al campionato mondiale di calcio 1998 tra Inghilterra e Italia, giocata al Wembley Stadium di Londra il 12 febbraio 1997, vinta dagli Azzurri per 1-0 e trasmessa in esclusiva da TMC e TMC 2. Dal 1990 al 2001 è altresì volto, in vari ruoli, della trasmissione domenicale Galagoal/Goleada; è stato poi responsabile del notiziario sportivo del canale, TMC Sport.

### Rai
Nell'agosto del 2001 lasciò la neonata LA7 per trasferirsi in Rai nella trasmissione Quelli che il calcio, ereditando il ruolo di commentatore da Carlo Sassi e, sempre nello stesso anno commenta le partite di Coppa dei Campioni per Stream. Nella stagione 2002-2003 conduce la storica La Domenica Sportiva, che ha come ospiti in studio Giacomo Bulgarelli e Rino Tommasi. Tra l'altro nella puntata del 29 settembre su suggerimento del collega Fabrizio Ferrari ospita l'allenatore della Sansovino Maurizio Sarri prevedendo per lui un futuro in serie A come aveva già fatto con Serse Cosmi quando conduceva Goleada a Telemontecarlo. Nel 2003-2004 torna a Quelli che il calcio, dove verrà riconfermato anche per il 2004-2005.
Insieme a Simona Ventura, partecipa in qualità di inviato dalla Repubblica Dominicana alla seconda ed alla terza edizione de L'isola dei famosi. Durante i collegamenti, Caputi ha indossato in tre occasioni delle maglie recanti il marchio "Gatta ci cueva". La vicenda ha avuto delle conseguenze che hanno portato alla condanna della Rai per pubblicità occulta. Nel 2006 ha condotto su Rai 1, insieme a Valeria Marini, lo spettacolo di musica e solidarietà Con tutto il cuore. Resta a Quelli che il calcio fino al 2014.

### Altre attività
Caputi ha prestato la voce all'edizione italiana della serie di videogiochi FIFA, insieme a Giacomo Bulgarelli, dal 1998 al 2002. Mentre nelle telecronache TV a Caputi spettava la telecronaca e a Bulgarelli il commento tecnico, nella serie FIFA i ruoli si ribaltavano, con Bulgarelli telecronista e Caputi al commento tecnico.
Da agosto 2008 ha commentato, insieme a Gianni Di Marzio, le principali partite di Coppa Intertoto e Coppa UEFA 2007-2008 trasmesse su ContoTV; dalla stagione 2009-2010 entrambi hanno commentato per dahlia TV le principali partite di Serie A trasmesse dalla piattaforma digitale terrestre. Nello stesso periodo Caputi è stato direttore editoriale dei canali calcio dell'emittente.
Dal 13 ottobre 2012 ha condotto con Laura Esposto B Live, trasmissione irradiata all'interno della piattaforma Serie B TV,  lanciata dalla Lega Serie B su Europa7 HD, di cui è stato anche direttore editoriale. Dal 2011 al 2013 è stato direttore della comunicazione per gli Internazionali d'Italia di tennis.
Ha condotto fino al 2013 la trasmissione Due ganzi due ficcanaso con Carletto su RTL 102.5; dall'agosto di quell'anno sino al 30 ottobre 2020 è stato il caporedattore della redazione sportiva dello storico quotidiano romano Il Messaggero. Dal 9 gennaio 2021 è testimonial della Fondazione Arpa, attiva nella promozione di nuove tecnologie mediche e chirurgiche. Ha ricoperto l'incarico di consulente per la comunicazione di Valentina Vezzali durante il suo mandato di sottosegretario alla Presidenza del Consiglio dei Ministri con delega allo sport.